# كارل برادفورد
كارل برادفورد (بالإنجليزية: Carl Bradford)‏ هو لاعب كرة قدم أمريكية أمريكي، ولد في 27 مايو 1992 في نوركو في الولايات المتحدة.

## وصلات خارجية
- كارل برادفورد على موقع إي إس بي إن.كوم (أن.أف.أل)3
- كارل برادفورد على موقع مرجع كرة القدم المحترفة.كوم (الإنجليزية)